# Wilhelm Landqvist
Ernst Wilhelm Landqvist, född 1 juli 1878 i Göteborg, död 13 januari 1953 i Göteborg, var en svensk tecknare, grafiker, litograf och målare. 
Han var son till verkmästaren vid Statens järnvägar Nils Bernhard Landqvist och Helena Johansson och från 1901 gift med Nikolina Bengtsson. Han utbildade sig till litograf under anställningstiden vid flera ledande litografianstalter i Sverige och företog 1914 en studieresa till Nederländerna, Belgien och Tyskland för att förkovra sig inom litografitekniken. Han studerade konst vid Carl Wilhelmsons aftonkurser på Valands konstskola i Göteborg. Tillsammans med Ragnar Nyberg ställde han ut på Köpmännens hus i Göteborg 1941. Hans konst bestod till en början av landskapsteckningar från Bohuslän men på äldre dagar inriktade han sig på Göteborgs äldre byggnader och idylliska miljöer. Han var under en period medarbetare som tecknare i tidskriften Ny Tid och var anlitad som reklamman inom biografområdet. Landqvist är representerad vid Göteborgs historiska museum, Styrsö hembygdsmuseum och Sjöfartsmuseet i Göteborg. 